# Resistenza Corsa
Resistenza Corsa est un groupe nationaliste corse qui dit « combattre contre le trafic de drogue en Corse et l'immigration clandestine ». Plusieurs activistes furent condamnés en 2006 pour une cinquantaine d'attentats commis entre 2002 et 2003 notamment contre des bars fréquentés par la population maghrébine.
En aout 2003 le groupe a rejoint le FLNC-Union des combattants.